# Letohrad
Letohrad (avant 1950 : Kyšperk ; en allemand : Geiersberg) est une ville du district d'Ústí nad Orlicí, dans la région de Pardubice, en République tchèque. Sa population s'élevait à 6 445 habitants en 2024.

## Géographie
Letohrad est arrosée par la Tichá Orlice, un affluent de l'Orlice, et se trouve à 11 km au nord-est d'Ústí nad Orlicí, à 52 km à l'est de Pardubice et à 148 km à l'est de Prague.
La commune est limitée par Lukavice, Šedivec et Nekoř au nord, par Mistrovice et Verměřovice à l'est, par Petrovice et Dolní Dobrouč au sud et par Hnátnice et Písečná à l'ouest.

## Histoire
La première mention écrite de la localité date de 1308.

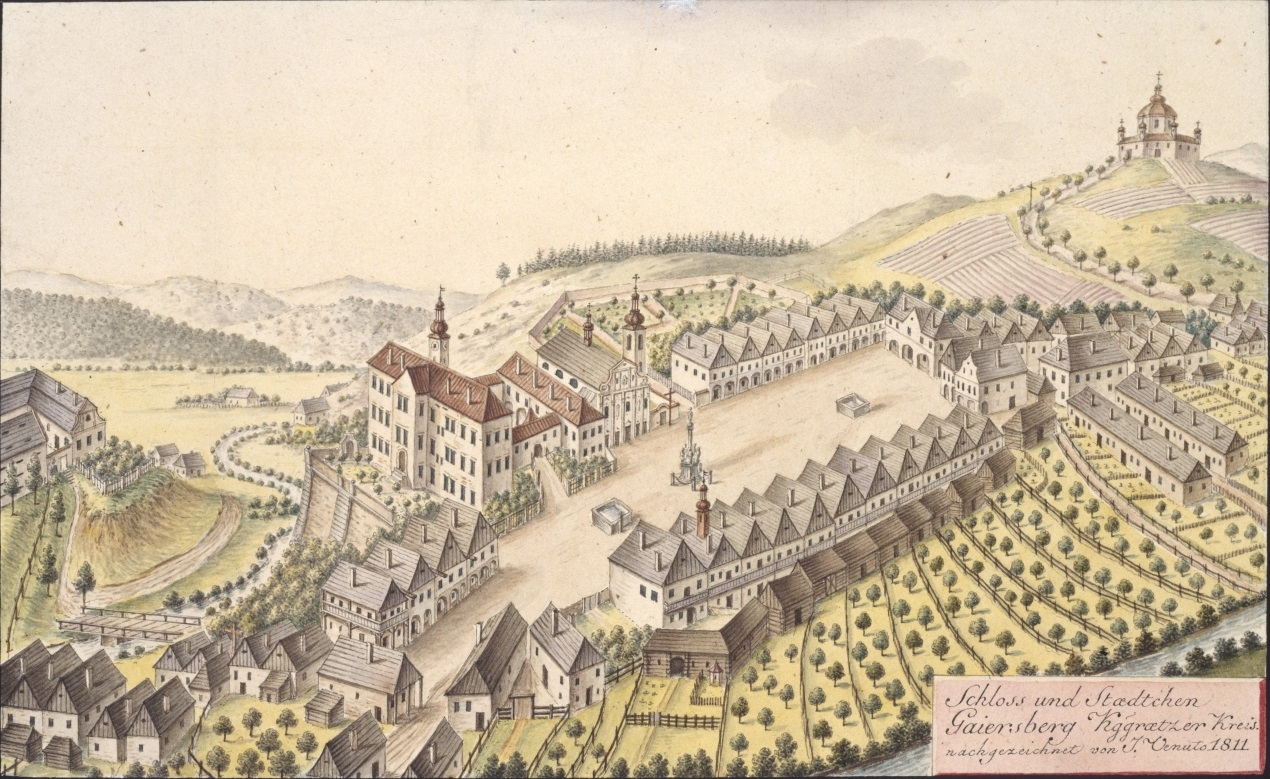
Le château et la ville, par Joann Venuto (1811).

## Administration
La commune se compose de quatre sections :
- Letohrad
- Červená
- Kunčice
- Orlice

## Galerie

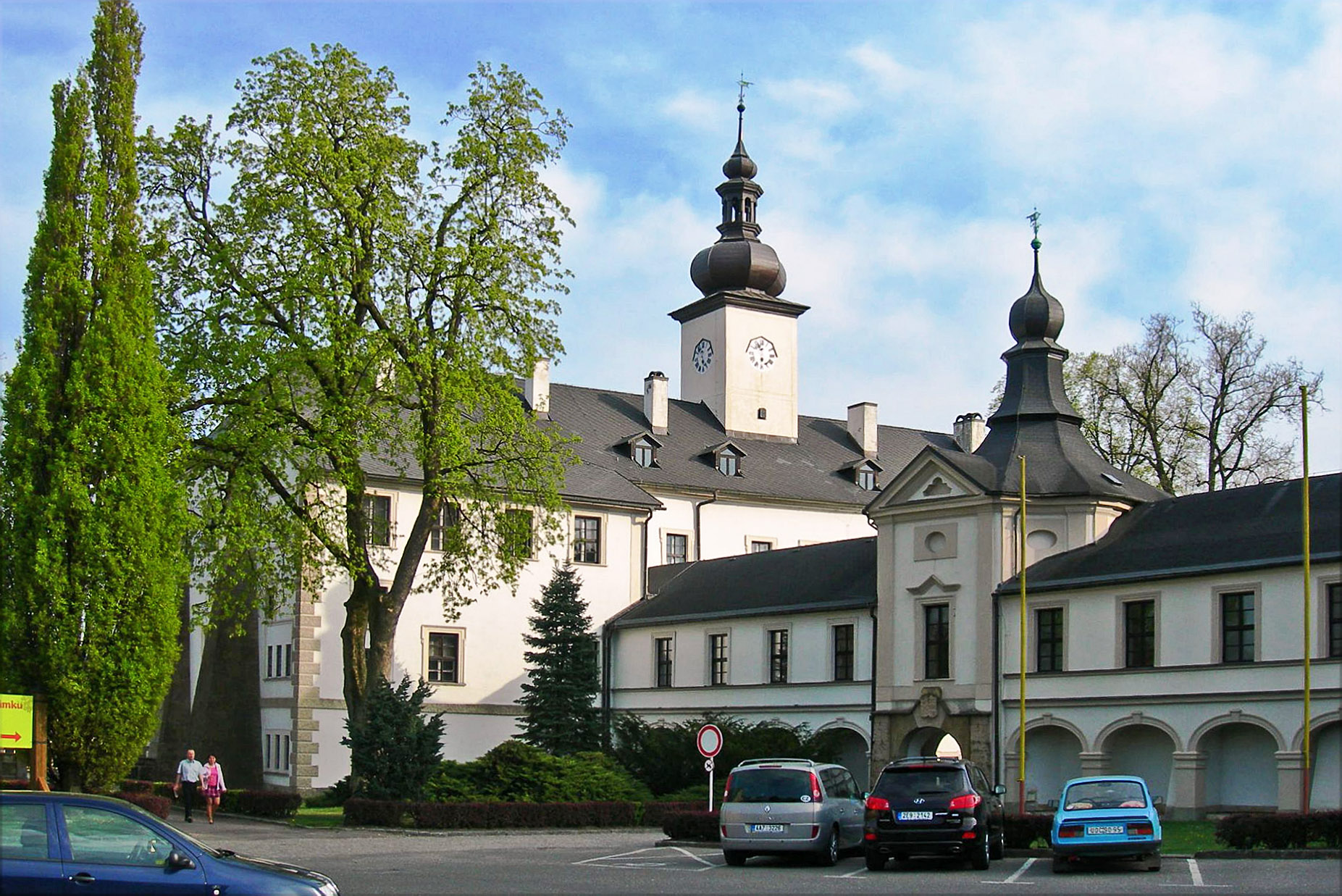
Château de Letohrad.
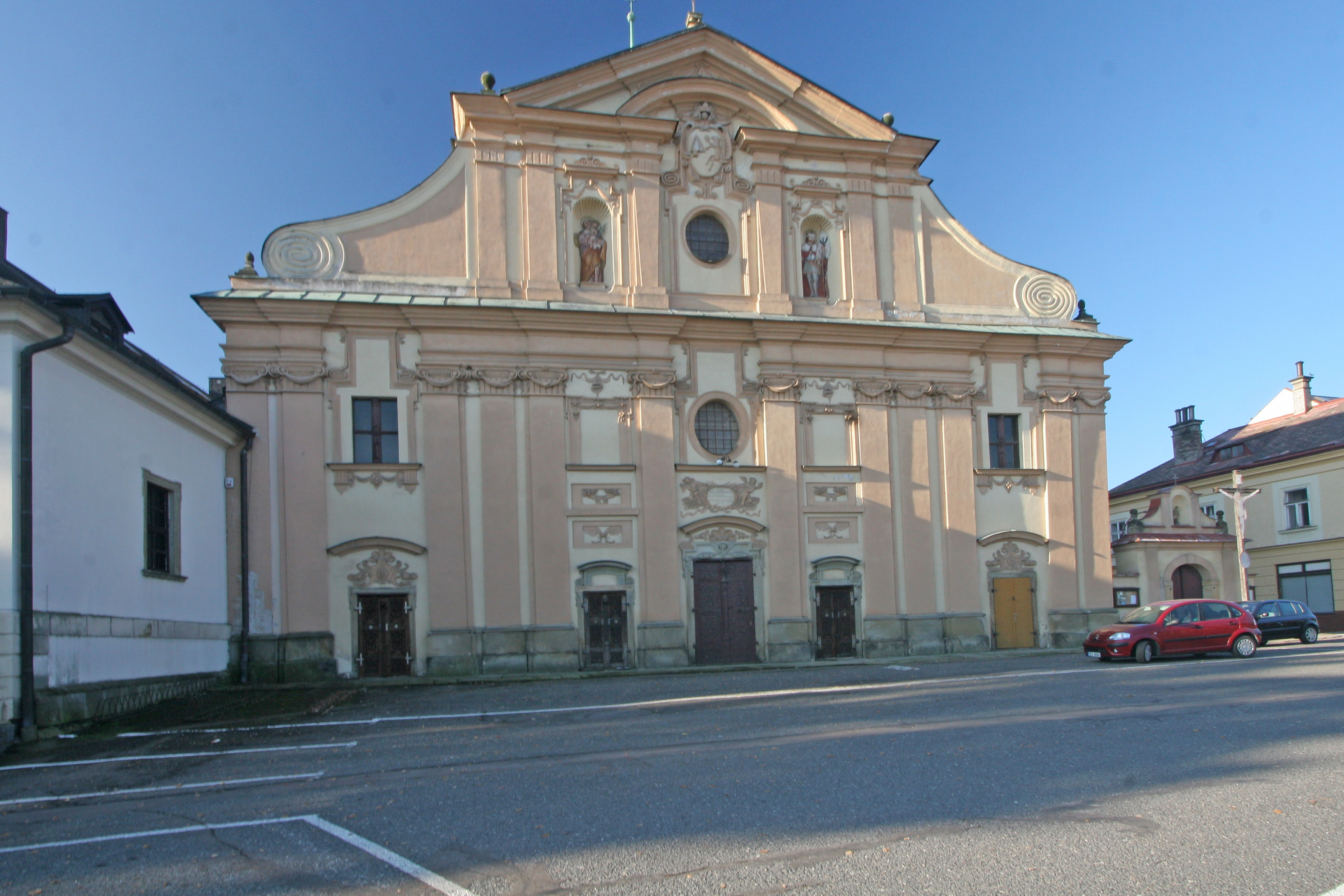
Église Saint-Venceslas.

## Transports
Par la route, Letohrad trouve à 7 km de Žamberk, à 12 km d'Ústí nad Orlicí, à 67 km de Pardubice et à 175 km de Prague.

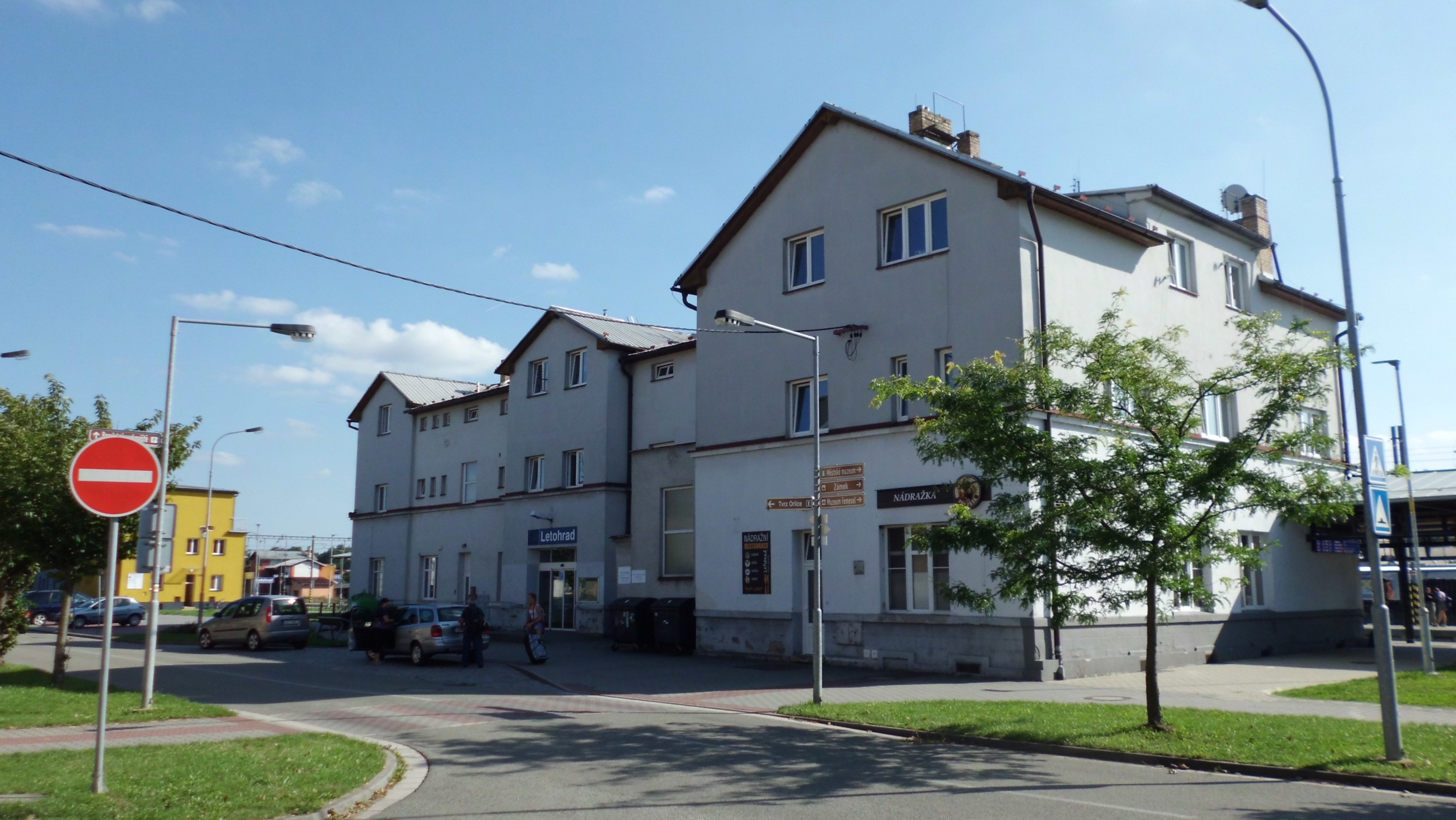
Gare ferroviaire de Letohrad.
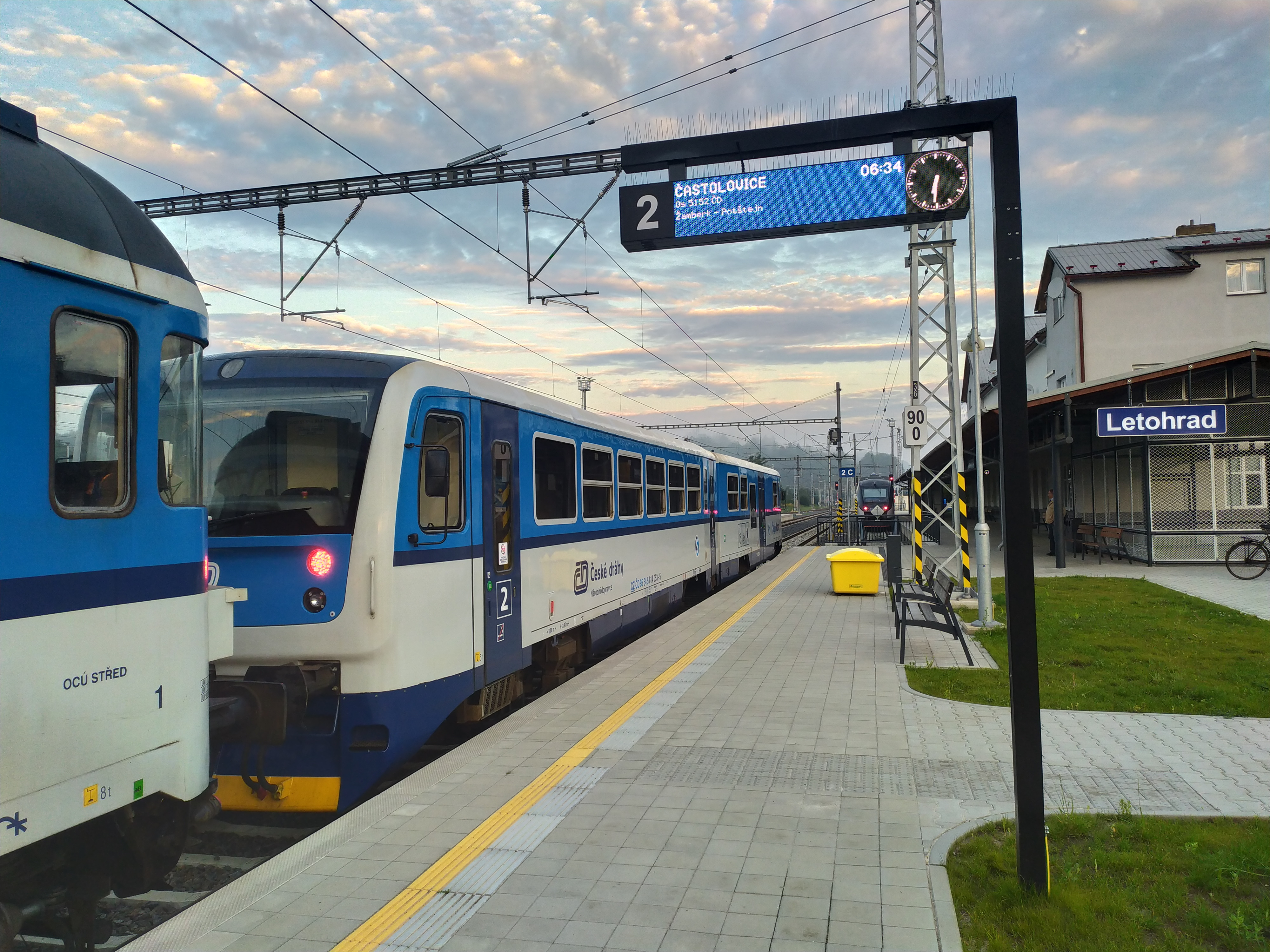
Train en gare de Letohrad.